# Унутрашњи послови (филм)
Унутрашњи послови (енгл. Internal Affairs), алтернативно Унутрашња контрола или Полицајац под контролом, амерички је неоноар криминалистички трилер филм из 1990. године, у режији Мајка Фигиса, а по сценарију Хенрија Бина. Главне улоге играју: Ричард Гир и Енди Гарсија.
Смештен у Лос Анђелесу, филм прати „Одељење за унутрашње послове полицијске управе“, док истражују полицајца који можда користи своје колеге као пијуне за своје подле сврхе. Агент унутрашњих послова Рејмонд Авиља постаје опседнут тиме да га ухвати.

## Радња
Рејмонд Авиља и Ејми Волас из Јединице за унутрашње истраге ЛАПД-а прате полицајца Дениса Пека. Пеков партнер, Ван Стреч, пристаје да сведочи против њега како би избегао суђење. Пек прети Авиљиној жени ако не престане са истрагом, а Ван Стреч је рањен од стране криминалца којег је Пек унајмио и умире од руке свог партнера. Пек успева да оправда убиство неопходном одбраном.
Авиља виђа сопствену жену са Пеком, који покушава да га убеди да имају аферу, иако Кетлин, Авиљина жена, тврди супротно. Међутим, притисак на породицу Пек даје плодове: Пекова жена указује на једног од саучесника свог мужа, Стивена Арокаса. У међувремену, Стивен проналази своју жену и Пека у сопственој кући, али умире од стране Пека, који такође повређује Воласа, који је са Авиљом стигао у кућу осумњиченог.
Авиља, у страху за Кетлин живот, жури кући...